# Naso vlamingii
Espèce
Statut de conservation UICN

 LC  : Préoccupation mineure
Naso vlamingii ou Poisson licorne à gros nez est une espèce de poissons de la famille des Acanthuridae.
On le trouve dans le bassin Indo-Pacifique, des côtes de l'Afrique de l'Est aux îles Galapagos.
Il mesure au maximum jusqu'à 50 cm de long et est omnivore : il mange des algues et du zooplancton.